# Зенит-АМ

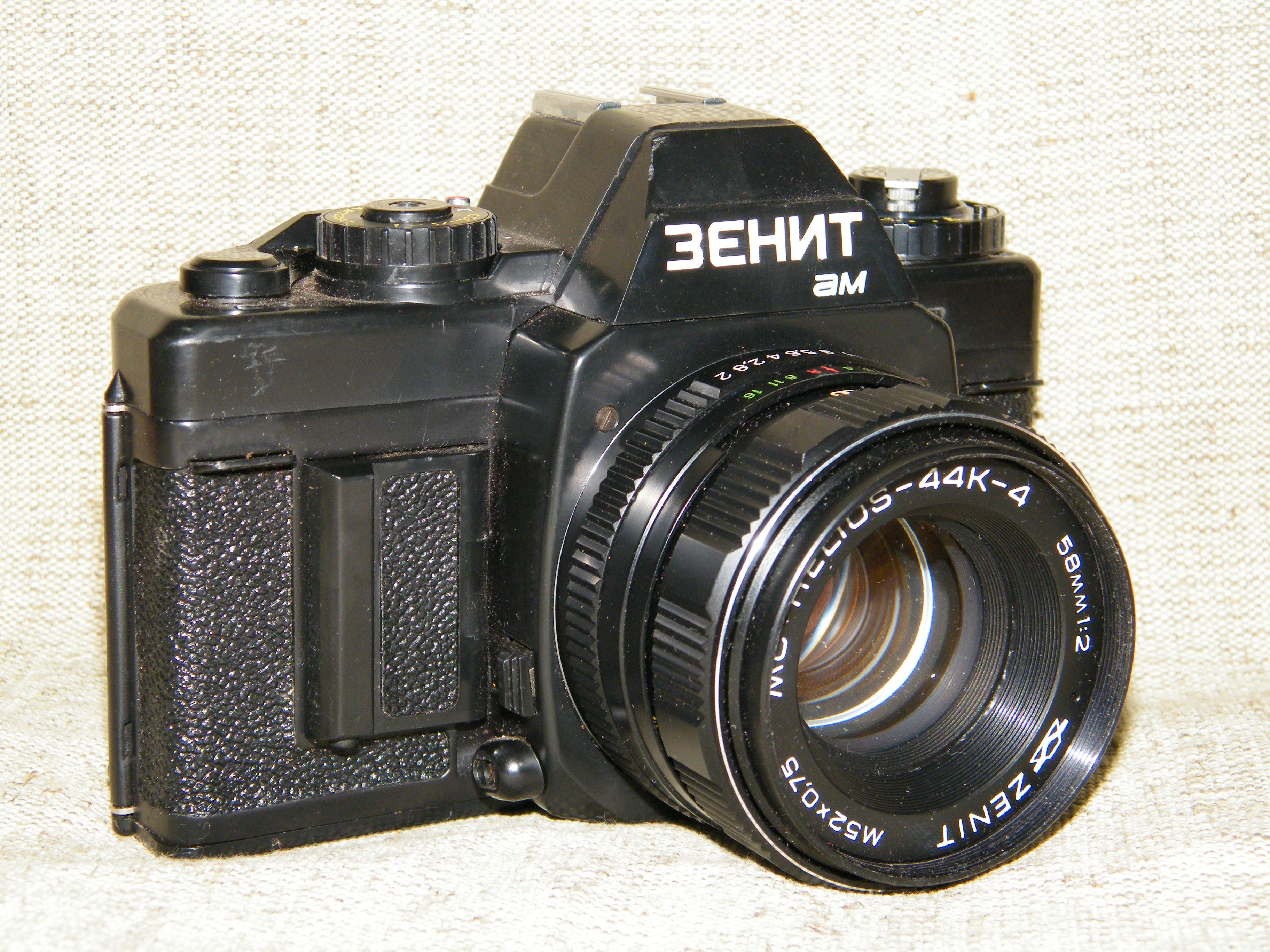
«Зенит-АМ» з об'єктивом «МС Гелиос-44К-4».

Зени́т-АМ та Зени́т-АМ2  — малоформатні однооб'єктивні дзеркальні фотоапарати радянського виробництва з одним режимом автоматичного управління експозицією за допомогою заоб'єктивного TTL-експонометра. Розроблені та вироблялися на Красногорському механічному заводі (КМЗ).
Розроблені на основі фотоапарата Зенит-Автомат. Основна відмінність — фокальний затвор зі шторками з тканини замінено на ламельний ФЗЛ-84 з вертикальним ходом металевих шторок. Аналогічний затвор застосовувався у пізніх випусках камер Зенит-19 та Зенит-18.
- «Зенит-АМ» — у 1988—1999 роках випущено 11 802 екземпляри.
- «Зенит-АМ2» — фотоапарат «Зенит-АМ» без електронного автоспуску. В 1992—1997 роках випущено 27 240 екземпляри.
- «Зенит-АМ3» — модифікація фотоапарата «Зенит-АМ2», серійно не випускався. В 1993—1994 рр. випущено 13 шт. Автоспуску не було.

## Технічні характеристики
- Тип — однооб'єктивний дзеркальний фотоапарат з вбудованим TTL-експонометром і механізмом підйому дзеркала постійного візування.
- Тип застосовуваного фотоматеріалу — фотоплівка типу 135 в стандартних касетах. Розмір кадру 24 × 36 мм.
- Затвор —електромеханічний фокальний ламельно щілинний. Витримка затвора: від 1 до 1/1000 с і «ручна».
- Штатні об'єктиви — — «МС Гелиос-44К-4» 2/58 або «МС Гелиос-77К-4» 2/50.
- Фотоапарати «Зенит-АМ» та «Зенит-АМ2» комплектувались адаптером для кріплення об'єктивів з різьбовим з'єднанням М42×1/45,5.
- Корпус пластиковий з задньою стінкою, що відкривається.
- Курковий заведення затвора і перемотка плівки. Зворотне перемотування плівки висувною головкою.
- Видошукач дзеркальний, з незмінною пентапризмою. Фокусувальний екран — лінза Френеля з мікрорастром та матове скло.
- «Зенит-АМ» и «Зенит-АМ2» — автомати з приорітетом діафрагми. TTL-експонометр з сірчано-кадмієвим фоторезистором. При встановленій світлочутливості фотоплівки та діафрагмі витримка встановлюється автоматично. Замір світла на відкритій діафрагмі. Світлодіодний індикатор експонометра можна бачити в полі зору видошукача.
- Експопам'ять вмикається неповним натискання кнопки спуску, після чого здійснюється кадрування та зйомка.
- Кнопка репитера закриває діфрагму та включає експонометр.
- Діапазон світлочутливості фотоплівки 25—1600 од. ГОСТ. Диск установки світлочутливості суміщений з головкою експокорекції (± 2 ступеня).
- Диск режимів фотоапарата дозволяє встановлювати режими: L — блокування кнопки спуску; В — витримка від руки; Х — витримка синхронізації 1/125 с; А — зйомка в автоматичному режимі.
- Джерело живлення фотоапарата — чотири елементи РЦ-53 (РХ-625) чи батарея РХ-28 (6 В). Апарат комплектувався виносним батарейним блоком живлення (робота при низькій температурі навколишнього середовища).
- Електронний автоспуск зі світлодіодною індикацією.
- Лічильник кадрів з автоматичним скидуванням після відкривання задньої кришки.
- Різьба штативного гнізда 1/4 дюйма.